# Монтана (община)
Монтана (болг. Община Монтана) — община в Болгарии. Входит в состав Монтанской области. Население составляет 65 677 человек (на 21.07.05 г.).

## Состав общины
В состав общины входят следующие населённые пункты:
1. Безденица
2. Белотинци
3. Благово
4. Виниште
5. Вирове
6. Войници
7. Габровница
8. Горна-Вереница
9. Горно-Церовене
10. Доктор-Йосифово
11. Долна-Вереница
12. Долна-Рикса
13. Долно-Белотинци
14. Клисурица
15. Крапчене
16. Липен
17. Монтана
18. Николово
19. Славотин
20. Смоляновци
21. Стубел
22. Студено-Буче
23. Сумер
24. Трифоново